# Thorstein Helstad
Thorstein Helstad (Hamar, 28 aprile 1977) è un calciatore norvegese, attaccante del Bærumsløkka.

## Palmarès

### Club
- Campionato austriaco: 1

Austria Vienna: 2002-2003
- Coppa d'Austria: 1

Austria Vienna: 2002-2003
- Supercoppa d'Austria: 1

Austria Vienna: 2003
- Campionato norvegese: 3

Rosenborg: 2004, 2006
Brann: 2007

### Individuale
- Capocannoniere del campionato norvegese: 2

2000 (18 gol), 2001 (17 gol)